# باس دوست
باس دوست (بالهولندية: Bas Dost) هو لاعب كرة قدم هولندي في مركز الهجوم ولد في يوم 31 مايو 1989 في ديفينتر في هولندا، يلعب حالياً مع نادي سبورتينغ لشبونة في البرتغال وسبق له اللعب مع نادي هيرنفين الرياضي ونادي هيراكليز ألميلو ونادي إيمن، لعب مع منتخب هولندا لكرة القدم تحت 21 سنة إلا أنه لم يلعب مع منتخب هولندا الرئيسي، يبلغ طوله 196 سم.

## مسيرته الكروية
لعب باس دوست خلال مسيرته الاحترافية مع 6 أندية في أربعة عشر موسمًا وسجل خلالها 188 هدف ضمن 342 مباراة. حيث فاز في موسم واحد بالكأس ولم يفز بأي دوري.
خاض باس دوست مسيرته مع نادي إيمن في موسم 2007–08 لمدة موسم واحد، مشاركًا في 23 مباراة سجل خلالها 6 أهداف. ثم انتقل إلى نادي هيراكليس ألميلو في موسم 2008–09 ولمدة موسمين، حيث شارك في 61 مباراة سجل خلالها 17 هدفًا. لينتقل بعدها إلى نادي هيرنفين في موسم 2010–11 ولمدة موسمين، مشاركًا في 66 مباراة سجل خلالها 45 هدفًا. ثم انتقل إلى نادي فولفسبورغ في موسم 2012–13 ليلعب معه أربعة مواسم، مشاركًا في 84 مباراة سجل خلالها 36 هدفًا. هذا وانتقل لاحقًا إلى نادي سبورتينغ لشبونة في موسم 2016–17 ليلعب معه أربعة مواسم، مشاركًا في 84 مباراة سجل خلالها 76 هدفًا. ثم انتقل بعدها إلى نادي آينتراخت فرانكفورت في موسم 2019–20 لمدة موسم واحد، مشاركًا في 24 مباراة سجل خلالها 8 أهداف.

## روابط خارجية
- باس دوست على موقع الاتحاد الأوربي (الإنجليزية)
- باس دوست على موقع قاعدة بيانات كرة القدم.إي يو (الإنجليزية)
- باس دوست على موقع بيانات كرة القدم. دي إي (الألمانية)
- باس دوست على موقع ناشيونال فوتبول تيمز (الإنجليزية)
- باس دوست على موقع Soccerway.com (الإنجليزية)
- باس دوست على موقع عالم كرة القدم.نت (الإنجليزية)
- باس دوست على موقع AS.com (الإسبانية)